# YZ de Perseu
YZ de Perseu (YZ Persei) és un estel variable a la constel·lació de Perseu de magnitud aparent mitjana +8,23. És possible membre de l'Associació estel·lar Perseus OB1 i la seva distància aproximada del sistema solar és de 1.780 parsecs (5.800 anys llum).
YZ de Perseu és una supergegant vermell de tipus espectral M2Iab amb una temperatura efectiva de 3.660 K. Amb un radi 540 vegades més gran que el radi solar, és un supergegant de grans dimensions similar a Antares (α Scorpii), però la seva grandària queda lluny de la de VY Canis Majoris o μ Cephei, dos dels estels més grans de la galàxia. El radi de YZ Persei equival a 2,5 ua; si estigués en el lloc del Sol, les òrbites dels primers quatre planetes —Mart inclusivament— quedarien englobades a l'interior de l'estel. Conseqüentment és un estel molt lluminós —la seva magnitud absoluta bolomètrica és -7,0—, lluint amb una lluminositat 51.000 vegades superior a la del Sol.
Catalogat com una variable polsant semiregular SRB, la lluentor de YZ de Perseu varia 1,9 magnituds a o llarg d'un període de 378 dies.